# Juan Bernal Segura
Juan Bernal Segura (Cartagena, 1888-Cartagena, 1972) va ser un militar espanyol.

## Biografia
Nascut en 1888 a la localitat de Cartagena, va ser militar de carrera.
En 1936, a l'esclat de la Guerra civil, era comandant d'Estat Major. Es va mantenir fidel a la República, posant-se al capdavant d'una columna motoritzada que es va dirigir a Montoro. A l'agost va quedar a càrrec de la columna Miaja de forma accidental, les forces de la qual van ser incapaces de conquistar Còrdova. Va formar part de l'Estat Major de la defensa de Madrid, i posteriorment formaria part de l'Estat Major de l'Exèrcit del Centre. Se'l va considerar un militar «apolític i estrictament professional».
Durant la contesa arribaria a aconseguir la graduació de tinent coronel. Al desembre de 1938 va ser nomenat comandant del XXIII Cos d'Exèrcit, en substitució del tinent coronel José María Galán Rodríguez. Al març de 1939 va rendir simbòlicament davant els franquistes totes les forces de l'Exèrcit d'Andalusia.
Capturat al final de la guerra pels franquistes, seria jutjat per «auxili a la rebel·lió militar» i va passar algun temps a la presó.
Posteriorment destacaria en la seva faceta com arabista, arribant a publicar una obra sobre els topònims àrabs a la província de Múrcia.

## Família
Era cosí germà del general d'enginyers Carlos Bernal García.

## Obres
- —— (1952). Topónimos árabes de la provincia de Murcia. Diputación de Murcia.[7]